# 邁氏下口鯰
邁氏下口鯰，為輻鰭魚綱鯰形目甲鯰科的其中一種，為熱帶淡水魚，分布於南美洲巴西及阿根廷的伊瓜蘇河及Uruga-í河流域，體長可達20.7公分，棲息在底層水域，生活習性不明。

## 扩展阅读
維基物種上的相關：邁氏下口鯰